# Gyllene blad ur Monicas dagbok
Gyllene blad ur Monicas dagbok är ett samlingsalbum från 1998 med Monica Zetterlund. Inspelningarna är från åren 1961–91, huvuddelen från 1960-talet.

## Låtlista
Inspelningsår inom parentes.
1. Kärlek och pepparrot (Olle Adolphson/Sven Flodin-Goon/Björn Lindroth) (1962) – 3'12
2. Farfars vals (Lars Färnlöf/Beppe Wolgers) (1963) – 2'28
3. Rockin' Chair (Hoagy Carmichael/Beppe Wolgers) (1961) – 3'00
4. Alfie (Burt Bacharach/Hal David) (1967) – 3'35
5. Lill-Klas (George Gershwin/Ira Gershwin/Björn Lindroth) (1963) – 2'30
6. En valsmelodi (Lille Bror Söderlundh/Nils Ferlin) (1964) – 3'22
7. Mister Kelly (Owe Thörnqvist) (1962) – 2'53
8. En gång i Stockholm (Bobbie Ericson/Beppe Wolgers) (1963) – 3'07
9. Katten Felix (Georg Riedel/Beppe Wolgers) (1962) – 2'07
10. En man och en kvinna (Francis Lal/Björn Lindroth) (1967) – 3'05
11. It Could Happen to You (Jimmy Van Heusen/Johnny Burke) (1964) – 3'00
12. När min vän (Owe Thörnqvist) (1962) – 3'04
13. Du (Bo Nilsson/Cornelis Vreeswijk) (1965) – 2'27
14. En dag i augusti (Britt Lindeborg) (1964) – 3'28
15. Svart-vit calypso (Jeremy Taylor/Beppe Wolgers) (1966) – 3'16
16. Nu haver jag bedragit dig (Monica Zetterlund) (1967) – 0'31
17. Har du nå'nsin hört någon spela jazz på en elektrisk flöjt (Bo Nilsson/Cornelis Vreeswijk) (1965) – 2'24
18. Ingenting (Lars Färnlöf/Lars Forssell) (1991) – 4'32
19. Sweet Georgie Fame (Blossom Dearie/Sandra Harris/Stig Claesson) (1967) – 3'21
20. Den sista jäntan (Povel Ramel) (1967) – 6'12
21. Jag tror på dig (Frank Loesser/Stig Bergendorff/Gösta Bernhard) (1964) – 2'29
22. Sov (Heitor Villa-Lobos/Beppe Wolgers) (1967) – 5'02
23. Vart tar vinet vägen (Georg Riedel/Beppe Wolgers) (1962) – 4'35
24. Spela för mig (Torbjörn Iwan Lundquist/Beppe Wolgers) (1962) – 2'34
25. Siv Larssons dagbok (Antônio Carlos Jobim/Tage Danielsson) (1964) – 2'13
26. I New York (Paul Desmond/Beppe Wolgers) (1962) – 2'16
27. Säg tyst (Kurt Weill/Gösta Rybrant) (1961) – 3'08
28. Du måste ta det kallt (Quincy Jones/Eva Nordström) (1961) – 2'43
29. Stick iväg Jack (Percy Mayfield/Beppe Wolgers) (1961) – 1'50
30. Visa från Utanmyra (Trad/Beppe Wolgers) (1963) – 2'46
31. Brandvaktens sång (Paul Haines/Carla Bley/Tage Danielsson) (1967) – 1'35
32. En haltande sommarvals (Bo Göran Edling/Peter Himmelstrand) (1967) – 2'04
33. East of the Sun (Brooks Bowman) (1970) – 5'18
34. Sakta vi gå genom stan (Fred Ahlert/Beppe Wolgers) (1961) – 3'20

## Listplaceringar
| Lista (1998) | Topplacering |
| ------------ | ------------ |
| Sverige      | 34           |